# Craig Thomas (schrijver)
Craig David Thomas (Cardiff, 24 november 1942 - 8 april 2011) was een Welsh thrillerauteur. Hij verwierf bekendheid met de "Kenneth Aubrey" en "Mitchell Gant"-reeksen. Hij was een van de grondleggers van het techno-thrillergenre.

### Michael Grant-reeks
- 1977 - De jacht op de Firefox (Firefox), verfilmd in 1982 als Firefox met in de hoofdrol Clint Eastwood
- 1983 - (Firefox Down)
- 1987 - Haviksnest (Winter hawk)

### Kenneth Aubrey-reeks
- 1978 - Wolfsklauw (Wolfsbane)
- 1980 - Sneeuwvalk (Snow falcon)
- 1982 - Tijger van jade (Jade tiger)
- 1988 - Nachtaanval (All the grey cats, ook als Wildcat)
- 1990 - Crash (The last raven)
- 1992 - Doodsvijanden (A hooded crow)
- 1993 - Cobra (Playing with cobras)

### Overige
- 1991 - Strijd onder zee (Sea leopard)

- Bibsys: 90074119
- Bibliothèque nationale de France: cb11926495b (data)
- CiNii: DA14327665
- Gemeinsame Normdatei: 110060547
- International Standard Name Identifier: 0000 0001 1479 6319
- Library of Congress Control Number: n77000431
- Bibliotheek van het Japanse parlement: 00458604
- Nationale Bibliotheek van Tsjechië: jn20000605309
- Nationale bibliotheek van Australië: 36342827
- Nationale Bibliotheek van Israël: 987007279739405171
- Nederlandse Thesaurus van Auteursnamen: 068918186
- Istituto Centrale per il Catalogo Unico: CFIV081800
- Système universitaire de documentation: 027161110
- Virtual International Authority File: 107573551
- WorldCat: E39PBJyrPX4MMYPJykKmhKH3cP